# Amilcar Type G
La Type G era un'vettura di fascia medio-bassa prodotta dal 1926 al 1927 dalla Casa francese Amilcar.

## Storia
La Type G fu proposta dalla Casa di Saint-Denis per sostituire la sfortunata Type L: il telaio era identico, anche nelle soluzioni tecniche applicate. Si avevano quindi un cambio a 4 marce e sospensioni a balestre semiellittiche ed ammortizzatori sui due assi. 
Anche il motore era lo stesso 4 cilindri da 1244 cm³ in grado di erogare 27 CV di potenza massima. Identiche anche le prestazioni: la velocità massima era compresa tra i 100 ed i 110 km/h, a seconda del tipo di carrozzeria, che era offerta in tre varianti, ossia berlina, coupé e cabriolet, esattamente come nella Type L.

La differenza stava nello stile del corpo vettura, più squadrato e convenzionale. Evidentemente si riteneva che della Type L non avesse funzionato l'idea del corpo vettura dalle linee arrotondate.

Ma anche la Type G non riscosse molto successo e venne pensionata prematuramente nel 1927.